# Сабур-Мачкасы
Сабу́р-Мачка́сы — село, центр сельской администрации в Чамзинском районе. Население 380 чел. (2001), в основном русские.

## География
Расположен на речке Перепелейке, в 12 км от районного центра и 1 км от железнодорожной станции Мачкасы. 

## Название
Название-антропоним: 1-я часть — от фамилии владельца поселения, саранского стольника и коменданта И. Сабурова (с середине XVIII века; в начале века принадлежало князьям Куракиным); фамилия Сабуров пошла от чувашского родоплеменного названия Сувар; 2-я часть — сложный топоформант тюркского происхождения (Мача — чувашское имя собственное, касы «посёлок, деревня»).

## История
В 1797 году в селе была освящена каменная церковь, построенная по обету Сабурова. Позднее появились мельница, кожевенный и шерстобитный цеха, винокуренный завод.  В «Списке населённых мест Симбирской губернии» (1863) Сабур-Мачкасы — село владельческое из 155 дворов Ардатовского уезда. 
В 1880 году при содействии И. Н. Ульянова здесь была открыта библиотека, в 1883 году — ремесленное училище (позднее Сабур-Мачкасское профессиональное училище). В 1913 году в селе было 199 дворов (1048 чел.). 
В конце 1920-х годов был организован колхоз имени Будённого, с 1940 года — отделение колхоза «Новый быт» (деревня Каменка), с 1960 года — отделение совхоза «Репьёвский», «Юбилейный», с 1991 года — совхоз, с 1996 года — СХПК, с 2002 года — ООО «Сабур-Мачкасский», специализирующийся на производстве молока и зерновых культур.

## Население
| 2002 | 2010 |
| ---- | ---- |
| 447  | ↗464 |

## Инфраструктура
В современном селе — основная школа закрыта, библиотека, 2 магазина, отделения связи и Сбербанка, клуб, медпункт. В Сабур-Мачкасскую сельскую администрацию входят пос. Горбуновка (1 чел.) и д. Каменка (32 чел.);

## Известные жители села
- Сабур-Мачкасы — родина мастеров производственного обучения В. Д. Пименова и В. Н. Тихонова.
- Здесь в 1930-х годах работал агрономом Данилов, Алексей Дмитриевич, удостоенный в 1944 году звания Героя Советского Союза.

## Источник
- Энциклопедия Мордовия, С. Г. Девяткин, А. И. Сырескин.
- Сабур-Мачкасы